# Rhigiocarya
Rhigiocarya es un género con unas cuatro especies de plantas de flores perteneciente a la familia Menispermaceae. Nativo de África ecuatorial tropical. 

## Especies seleccionadas
- Rhigiocarya chevalieri
- Rhigiocarya nervosa
- Rhigiocarya peltata
- Rhigiocarya racemifera